# Multiverse United 2
Multiverse United 2 – gala wrestlingu zorganizowana przez amerykańską federację Impact Wrestling (IW) oraz japońską federację New Japan Pro-Wrestling (NJPW), która była nadawana na żywo w systemie pay-per-view i za pośrednictwem platformy Fite.tv. Odbyła się 20 sierpnia 2023 w 2300 Arena w Filadelfia w stanie Pensylwania. Gala była trzecią w cyklu Multiverse.
Na gali odbyło się dziesięć walk, w tym dwie w pre-show. W walce wieczoru, Alex Shelley pokonał Hiroshiego Tanahashiego broniąc Impact World Championship. W innych ważnych walkach, Giulia pokonała Deonnę Purrazzo, Gisele Shaw i Momo Kohgo broniąc Strong Women’s Championship, Sami Callihan pokonał Doukiego w South Philly Street Fightcie, Bullet Club (Kenta, (ABC (Ace Austin i Chris Bey) i Bullet Club War Dogs (Alex Coughlin, Clark Connors i David Finlay)) pokonali The World (The DKC, El Phantasmo, Josha Alexandera, PCO i Guerrillas of Destiny (Tama Tongę i Tanga Loę)) w 12-man tag team matchu, Trey Miguel i Lio Rush pokonali Hiromu Takahashiego i Mike’a Baileya oraz w walce otwierającej galę, Chris Sabin pokonał Bushiego, El Desperado, Frankiego Kazariana, Kevina Knighta, Mao, Richa Swanna i Yoha w Eight-way Scramble.

## Tło
16 kwietnia 2023 podczas gali Rebellion, Impact Wrestling ogłosiło, że wraz z New Japan Pro-Wrestling współprodukują galę Multiverse United 2, 20 sierpnia w Filadelfii w stanie Pensylwania.

## Rywalizacje
Multiverse United 2 będzie oferowało walki wrestlingu z udziałem różnych zawodników na podstawie przygotowanych wcześniej scenariuszy i rywalizacji, które są realizowane podczas cotygodniowych odcinków programu Impact!. Wrestlerzy odgrywają role pozytywnych (face) lub negatywnych bohaterów (heel), którzy rywalizują pomiędzy sobą w seriach walk mających budować napięcie.

## Wyniki walk
| Nr                                                                   | Wyniki | Stypulacje                                        | Czas  |
| -------------------------------------------------------------------- | --- | ------------------------------------------------- | ----- |
| 1P                                                                   | Joe Hendry, Yuya Uemura i Heath pokonali Rocky’ego Romero i Six or Nine (Ryusuke Taguchi i Master Wato) poprzez pinfall | Six-man tag team match                            | 10:21 |
| 2P                                                                   | Kenny King (c) (z Sheldonem Jeanem) pokonał Yoshinobu Kanemaru poprzez pinfall | Singles match o Impact Digital Media Championship | 6:58  |
| 3                                                                    | Chris Sabin pokonał Bushiego, El Desperado, Frankiego Kazariana, Kevina Knighta, Mao, Richa Swanna i Yoha poprzez pinfall | Eight-way Scramble                                | 8:10  |
| 4                                                                    | Moose i Eddie Edwards pokonali TMDK (Shane’a Haste’a i Zack Sabre Jr.) poprzez pinfall | Tag team match                                    | 13:24 |
| 5                                                                    | Giulia (c) pokonała Deonnę Purrazzo, Gisele Shaw i Momo Kohgo poprzez pinfall | Four-way match o Strong Women’s Championship      | 12:22 |
| 6                                                                    | Sami Callihan pokonał Doukiego poprzez pinfall | South Philly Street Fight                         | 12:54 |
| 7                                                                    | Catch 2/2 (TJP i Francesco Akira) pokonali TMDK (Koseia Fujitę i Robbiego Eaglesa) poprzez pinfall | Tag team match                                    | 11:30 |
| 8                                                                    | Bullet Club (Kenta, (ABC (Ace Austin i Chris Bey) i Bullet Club War Dogs (Alex Coughlin, Clark Connors i David Finlay) pokonali The World (The DKC, El Phantasmo, Josha Alexandera, PCO i Guerrillas of Destiny (Tama Tongę i Tanga Loę) poprzez pinfall | 12-man tag team match                             | 14:13 |
| 9                                                                    | Trey Miguel i Lio Rush pokonali Hiromu Takahashiego i Mike’a Baileya poprzez pinfall | Tag team match                                    | 14:32 |
| 10                                                                   | Alex Shelley (c) pokonał Hiroshiego Tanahashiego poprzez pinfall | Singles match o Impact World Championship         | 18:56 |
| (c) – mistrz/mistrzyni przed walkąP – walka miała miejsce w pre-show | |                                                   |       |